# (175588) Kathrynsmith
(175588) Kathrynsmith est un astéroïde de la ceinture principale.

## Description
(175588) Kathrynsmith est un astéroïde de la ceinture principale. Il fut découvert le 3 octobre 2006 à Apache Point par Andrew C. Becker. Il présente une orbite caractérisée par un demi-grand axe de 2,73 UA, une excentricité de 0,07 et une inclinaison de 10,5° par rapport à l'écliptique.

## Compléments